# Hypsocephalus huberti
Hypsocephalus huberti är en spindelart som först beskrevs av Alfred Frank Millidge 1975.  Hypsocephalus huberti ingår i släktet Hypsocephalus och familjen täckvävarspindlar. Inga underarter finns listade i Catalogue of Life.